# Achrosis pallida
Sabaria pallida là một loài bướm đêm trong họ Geometridae.